# インパクション
インパクションは、インパクト出版会が発刊していた、理論・情報誌、左翼系論壇誌。日本の若いアクティヴィストを束ねていた雑誌である。
編集長は深田卓（創刊号から）。鵜飼哲、伊藤公雄、小倉利丸、岡真理などが編集委員を務めていた。1979年（昭和54年）隔月刊雑誌として創刊。創刊時のタイトルは『インパクト』であった。第16号より『インパクション』に改題。2014年（平成26年）、第197号を最後に休刊した。